# Assírio & Alvim
Assírio & Alvim é uma editora literária portuguesa.

## História
Fundada em 10 de Novembro de 1972, o seu nome advém da junção do primeiro nome do sócio com a quota maioritária, Assírio Bacelar, com o apelido do sócio com a quota minoritária, João Carlos Alvim.
Foi dirigida por Manuel Hermínio Monteiro entre 1983 e 2001 e publicou obras de autores portugueses que, na altura, ainda não eram consagrados.
Durante décadas, a Assírio & Alvim foi uma editora de referência com lugar consagrado no mercado editorial. Em meados dos anos 1990, criou a sua própria distribuidora, bem como uma rede de livrarias, mas dificuldades financeiras obrigaram-na a desistir da distribuição, criando, então, uma parceria com a Porto Editora, em Agosto de 2011.
Mais recentemente, toda a chancela e catálogo da editora foram comprados pela Porto Editora.
Detém actualmente duas livrarias em Lisboa: uma na Rua Passos Manuel, na Estefânia, e outra na Rua Garrett, no Chiado.

## Autores portugueses
- Adalberto Alves, Al-Mu‘tamid, Poeta do Destino (poesia, 2004)
- Al Berto
- Alexandre O'Neill
- Ana Luísa Amaral
- António Franco Alexandre
- Bernardo Pinto de Almeida
- Casimiro de Brito
- Cesário Verde
- Diogo Pires Aurélio
- Eugénio de Andrade
- Fernando Pessoa
- Fiama Hasse Pais Brandão
- Gastão Cruz
- Herberto Helder
- João Paulo Cotrim
- João Vilhena
- José Agostinho Baptista
- José Alberto Oliveira
- José Tolentino Mendonça
- Luís Miguel Nava
- Manuel João Ramos
- Maria Gabriela Llansol
- M. S. Lourenço
- Manuel António Pina
- Mário Cesariny
- Mário Cláudio
- Natércia Freire
- Pedro Eiras
- Ruy Belo
- Ruy Cinatti
- Sophia de Mello Breyner Andresen
- Vasco Gato

## Autores estrangeiros
- Novalis
- Walt Whitman
- Charles Baudelaire
- E. E. Cummings
- André Breton
- W. B. Yeats
- Franz Kafka
- Thomas Bernhard
- Paul Celan
- Mar Becker
- T. S. Eliot
- Anna Akhmátova
- Adélia Prado
- Gerrit Komrij
- Sylvia Plath
- Ezra Pound
- Dylan Thomas